# 密拉卡鎮區 (明尼蘇達州密爾湖縣)
密拉卡鎮區（英語：Milaca Township）是位於美國明尼蘇達州密爾湖縣的一個行政鎮區。

## 地方資料
密拉卡鎮區的面積為84.74平方千米，當中陸地面積為84.09平方千米，而水域面積為0.65平方千米。根據2020年美國人口普查的數據，當地共有人口1640人，而人口密度為每平方千米19.35人。